# Em Órbita
O Em Órbita foi um programa de rádio português, que funcionou entre 1965 e 2001, tendo passado pelo Rádio Clube Português, Rádio Comercial e Antena 2. Originalmente criado para difundir a música popular estrangeira em território nacional, conheceu uma alteração profunda na sua programação a partir da Década de 1970, passando a emitir apenas música clássica. Foi um grande sucesso de audiência antes e após a mudança, tendo sido responsável pela introdução de grandes artistas e bandas internacionais como os Bee Gees e os Beach Boys no panorama musical português, e posteriormente pela divulgação da música erudita.

## História
Segundo o locutor de rádio Júlio Isidro, o programa "Em Órbita" iniciou a sua transmissão regular no dia 1 de Abril de 1965, no Rádio Clube Português, tendo sido criado por Jorge Gil e Pedro Soares Albergaria, com a finalidade de promover em território português as «formas mais representativas da música popular de expressão inglesa». Com efeito, a primeira canção a passar foi o tema Revenge, da banda britânica The Kinks, que foi um dos símbolos do programa durante vários anos. Além da música anglo-saxónica, Jorge Gil e Pedro Albergaria também promoveram a utilização do formato LP em detrimento dos singles, e demonstraram uma preferência pelos autores-intérpretes em vez dos intérpretes que não eram responsáveis pela criação dos seus próprios temas. O programa foi responsável pela introdução em Portugal de cantores e bandas de renome no panorama internacional, como Bob Dylan, os Beatles, Led Zeppelin, Joan Baez, Beach Boys, Rolling Stones, Deep Purple, Pink Floyd, Janis Joplin, Simon & Garfunkel, Doors, Bee Gees, Jefferson Airplane, e Procol Harum.
O programa tinha produção e realização de Jorge Gil (falecido em 2019) e Pedro Soares Albergaria, já falecido, e apresentação de Pedro Castelo. Outros nomes que passaram pelo programa foram João Manuel Alexandre (falecido em 1969) e João David Nunes. Cândido Mota foi a voz que durante mais tempo identificou o programa. Algum tempo mais tarde, no início do ano de 1966, juntaram-se ao grupo o José Luiz Magalhães Pereira, autor das rubricas Correio e Spot Dylan, Diogo Saraiva e Souza e Manoel Violante, este último também já falecido.[carece de fontes?] Júlio Isidro passou pelo programa após o período de Pedro Castelo e Cândido Mota, e antes da entrada de Jaime Fernandes e Fernando Quinas.
Em Agosto de 1967, passou a primeira música em português no programa, o tema A Lenda de El-Rei D. Sebastião, da banda Quarteto 1111, decisão que provocou polémica entre a equipa responsável, e que levou à leitura de uma justificação para os ouvintes, que foi escrita por Jorge Gil e intepretada por Cândido Mota. Nesse ano, o Em Órbita recebeu duas importantes distinções, o Prémio da Casa da Imprensa, destinado ao melhor programa de rádio, e o Prémio Internacional Ondas, tendo este último sido pela primeira vez atribuído a um programa nacional. Em 1969 iniciou-se a rubrica Novas Aventuras do Em Órbita, que passava música erudita, e em 1974 o programa passou a tocar apenas música clássica, principalmente do estilo barroco, com a apresentação de João David Nunes. Esta mudança profunda foi classificada por Jorge Gil como uma «opção consciente», uma vez que «A música anglo-saxónica já nada me dizia.», tendo sido feita quando estudava em arquitectura, «com as lições de Conjugação das Três Artes, de Manuel Rio de Carvalho». Jorge Gil permaneceu ainda no programa como autor. Em 1979 o Em Órbita mudou de emissora, passando a fazer parte da Rádio Comercial, tendo recuperado audiência devido aos esforços de Jorge Gil, tornando-se um dos programas de rádio com maior procura nos princípios dos anos oitenta. Segundo o musicólogo Rui Vieira Nery, a popularidade do programa foi responsável por «uma procura crescente de gravações de música antiga no mercado discográfico nacional».
Em 1985 o programa começou a ser utilizado para a divulgação de concertos. Em 1993 Jorge Gil foi demitido da Rádio Comercial, alegadamente devido falta de capacidade do programa para se integrar numa nova grelha que aquela emissora tinha estreado. Durante cerca de meio ano Jorge Gil regressou ao Rádio Clube Português, e em 3 de Abril de 1998 o programa estreou-se para a Antena 2, tendo chegado a ser a rubrica com maior procura naquela emissora de rádio. Entre 1997 e 2003, Jorge Gil esteve à frente dos Concertos Portugal Telecom / Em Órbita. O programa terminou em 2001, e em 2015 a estação de rádio Antena 1 emitiu um programa comemorativo dos cinquenta anos da criação do Em Órbita, dirigido por José Macedo. Jorge Gil faleceu em Agosto de 2019.